# Cerkiew Trójcy Świętej w Bychowie
Cerkiew Trójcy Świętej – prawosławna cerkiew parafialna w Bychowie, w dekanacie bychowskim eparchii bobrujskiej Egzarchatu Białoruskiego Rosyjskiego Kościoła Prawosławnego.

## Historia
Cerkiew została wzniesiona w latach 1890–1899. Według innych źródeł powstała w połowie XIX w.
W latach 1953–2010 w budynku znajdowała się Barkułabowska Ikona Matki Bożej, czczona w Rosyjskim Kościele Prawosławnym jako cudotwórcza, pierwotnie znajdująca się w monasterze Wniebowstąpienia Pańskiego w Barkułabowie. W 1979 wizerunek ten został odnowiony. Gdy monaster w Barkołabowie, nieczynny w okresie radzieckim, został odnowiony i restytuowany, ikonę ponownie do niego przeniesiono, a w cerkwi w Bychowie pozostała kopia. 
Budowla jest wpisana do rejestru zabytków o znaczeniu republikańskim. Jest jedną z nielicznych zachowanych w regionie zabytkowych drewnianych cerkwi.

## Architektura
Świątynia wzniesiona została z drewna na ceglanym fundamencie. Jest to budowla krzyżowo-kopuła z wydłużoną nawą podłużną, prostokątnym przedsionkiem i wielobocznie zamkniętą absydą. Ponad przedsionkiem wznosi się dwukondygnacyjna wieża-dzwonnica na planie ośmioboku, zwieńczona złoconą kopułą. W miejscu skrzyżowania nawy głównej i transeptu wznosi się druga cebulasta kopuła, usytuowana na ośmiobocznym bębnie (o wysokości 12,5 metra i średnicy ośmiu metrów). Wejścia do świątyni – od frontu i przez nawę boczną, od północy i południa, zdobione są gankami wspartymi na dwóch słupach każdy. Okna w budynku są półkoliste. Ikonostas we wnętrzu budynku jest trzyrzędowy.